# トバイアス・ヒューム
トバイアス・ヒュームまたはトビアス・ヒューム（Tobias Hume, 1569年ごろ - 1645年4月16日）は、ヒューム大佐（Captain Hume）の別名で知られる17世紀ヨーロッパの兵士で、ヴァイオル奏者・作曲家。イギリス人と見なされているが、スコットランド出身との説もある。
生涯についてはほとんど知られていない。60歳でなければ資格が与えられなかったロンドン・チャーターハウス養老院に、1629年に収容されていることから、1569年生まれとする説が唱えられているが、これに確証があるわけではない。職業軍人として身を立てていたが、おそらく傭兵だったようだ。スウェーデンやロシア帝国の軍隊で将校となった。
生前に出版された曲集は2巻に分冊されており、ヴァイオル独奏曲のほかに、リラ・ヴァイオルのための独奏曲や歌曲も含まれている。1605年に出版された『エア集 第1巻 The First Part of Ayres 』は「音楽の諧謔 Musicall Humors 」の通称で知られており、1607年に出版された2つめの曲集は『ヒューム大佐の詩的な音楽 Captain Humes Poeticall Musicke 』と題されている。ヒュームは、当時主流だったリュートよりも、ヴィオラ・ダ・ガンバの擁護者であり、ヒュームの考え方をめぐって、ジョン・ダウランドが反論を公にすることもあった。
ヒュームは、いくつかの作品が物語っているように、名うての悪戯好きでもあった。最も悪名高い作品は、《二人で一つのヴァイオルを演奏するためのインヴェンション An Invention for Two to Play upone one Viole 》である。この作品はタブラチュアで記譜されており、実演することは技術的に可能である。